# Cydia gallaesaliciana
Cydia gallaesaliciana es una especie de polilla del género Cydia, tribu Grapholitini, familia Tortricidae. Fue descrita científicamente por Riley en 1881.
La longitud promedio de las alas anteriores es de 5,0-6,5 milímetros. Se distribuye por América del Norte: Estados Unidos.